# Leo Zobel
Leo Zobel (Nitra, 28 de gener de 1895 – 25 d'abril de 1962) fou un jugador d'escacs eslovac. Va néixer en territori de l'Imperi austrohongarès, però la seva carrera es va desenvolupar principalment, després de la I Guerra Mundial, en territori txecoslovac.

## Resultats destacats en competició
Va guanyar el VII Campionat d'escacs de Txecoslovàquia a Praga 1931. Fou 12è a Trenčianske Teplice 1928 (campió: Boris Kostić), va empatar als llocs 9è-10è al VI Campionat d'escacs de Txecoslovàquia, a Brno 1929 (campió: Karel Opočenský), i empatà als llocs 10è-11è a Stubňanské Teplice 1930 (campió: Andor Lilienthal).